# Sphoeroforma fernandezi
Sphoeroforma fernandezi is een hooiwagen uit de familie Zalmoxioidae.